# Relações entre Catar e Turquia
As relações entre Catar e Turquia são as relações diplomáticas estabelecidas entre o Estado do Catar e a República da Turquia. Estas relações foram estabelecidas em 1972. Desde 2010, houve uma cooperação e diálogos contínuos em questões regionais e internacionais, particularmente na Guerra Civil da Síria e na Crise do Egito. Ambos os países também apoiam os mesmos grupos na Líbia pós-Gaddafi. Mais recentemente, a Turquia forneceu apoio diplomático e alimentar ao Catar durante a crise diplomática de 2017.